# Avenue Alfred Bastien
L'avenue Alfred Bastien est une voie bruxelloise de la commune d'Auderghem qui relie le boulevard des Invalides à l'avenue des Meuniers sur une longueur de 90 mètres. La numérotation des habitations va de 3 à 29 pour le côté impair et de 6 à 24 pour le côté pair.

## Historique et description
Le 10 juillet 1931, le collège décida d'ouvrir deux nouvelles rues dans le quartier du Sloordelle.
Les nouvelles voies reçurent chacune le nom d'un peintre de l'École d'Auderghem. On faisait ainsi référence aux artistes peintres qui vinrent s'installer à Auderghem, aux environs du Rouge-Cloître.

### Origine du nom
Elle rend honneur à l'artiste peintre Alfred Bastien (1873-1955).

## Inventaire régional des biens remarquables
Alfred Bastien vint s'installer dans la maison du Meunier, au Rouge-Cloître appelée depuis la maison de Bastien. 
Premier permis de bâtir délivré le 26 juin 1931 pour le no 20.
Paul-Émile Lessire habita au no 10 de cette avenue au moment où éclata la Seconde Guerre mondiale. Il a donné son nom à une rue d'Auderghem.